# Wspólnota administracyjna Zwönitz
Wspólnota administracyjna Zwönitz (niem. Verwaltungsgemeinschaft Zwönitz) – wspólnota administracyjna w Niemczech, w kraju związkowym Saksonia, w powiecie Erzgebirgskreis. Siedziba wspólnoty znajduje się w mieście Zwönitz. Do 29 lutego 2012 należała do okręgu administracyjnego Chemnitz. Do 31 grudnia 2012 nazwa wspólnoty brzmiała wspólnota administracyjna Zwönitz-Hormersdorf. 1 stycznia 2013 gmina Hormersdorf została włączona do miasta Zwönitz i stała się automatycznie jej dzielnicą.
Wspólnota administracyjna zrzesza dwie gminy miejskie: 
- Elterlein
- Zwönitz